# 이경윤
이경윤(李慶胤, 1545년 6월 10일 ~ ?)은 조선중기의 왕족 출신 화가이다. 자는 수길, 호는 낙파, 봉호(封號)는 학림정(鶴林正) 또는 학림공(鶴林公), 본관은 전주이다.

## 생애
조선 인조 때의 서출 왕족이었다. 조선 성종의 일곱째 서자 익양군 이회의 증손자로, 청성군 이걸(靑城君 李傑)의 아들이다. 이중윤(李仲胤), 이영윤(李英胤)의 형이다.
그림에 전념하여 산수화를 비롯하여 인물·소·말 등의 그림에 뛰어났으며, 색감과 정취가 뚜렷하였다.
조선에서 유행했던 화풍 중의 하나가 절강성(浙江省) 출신의 대진(戴進)을 중심으로 이룩된 절파(浙派) 화풍이다. 이는 대경산수인물화(大景山水人物畵)와 소경산수인물화(小景山水人物畵)가 특징인데, 이경윤이 조선 중기의 절파화풍을 대표하는 화가이다.
그동안 이경윤의 작품은 호림박물관 소장의 〈시주도(詩酒圖)〉만 진품으로 여겨졌으며, 연암 박지원의 《열하일기》 열상화보(洌上畵譜)에는 〈석상분향도(石上焚香圖)〉란 이경윤의 작품 이름이 나오지만 실물은 전하지 않는다. 그밖에 〈수족도〉, 〈고사탁족도〉, 〈관폭도〉, 〈산수도〉 등이 있다. 또한 일제의 초대 조선총독 데라우치 마사타케(寺內正毅 , 1852~1919)가 가져갔던 작품 중 이경윤 화첩집 《낙파필희(駱坡筆戱)》가 있다.

## 가족관계
- 아버지 : 청성군 이걸(靑城君 李傑, 1525-1593)
- 어머니 : 군부인 여산 송씨(1523-1587)
- 동생 : 이영윤(李英胤, 1561-1611)
- 아들 : 이숙(李肅, 1566 - 1637)
- 아들 (서자) : 이징(李澄, 1581- 1674)

## 같이 보기
- 신윤복
- 이징
- 장승업
- 김정희
- 김홍도

## 참고 자료
- 왕족 화가 이경윤 조선일보 2006.04.14.